# Schiffserdfunkstelle

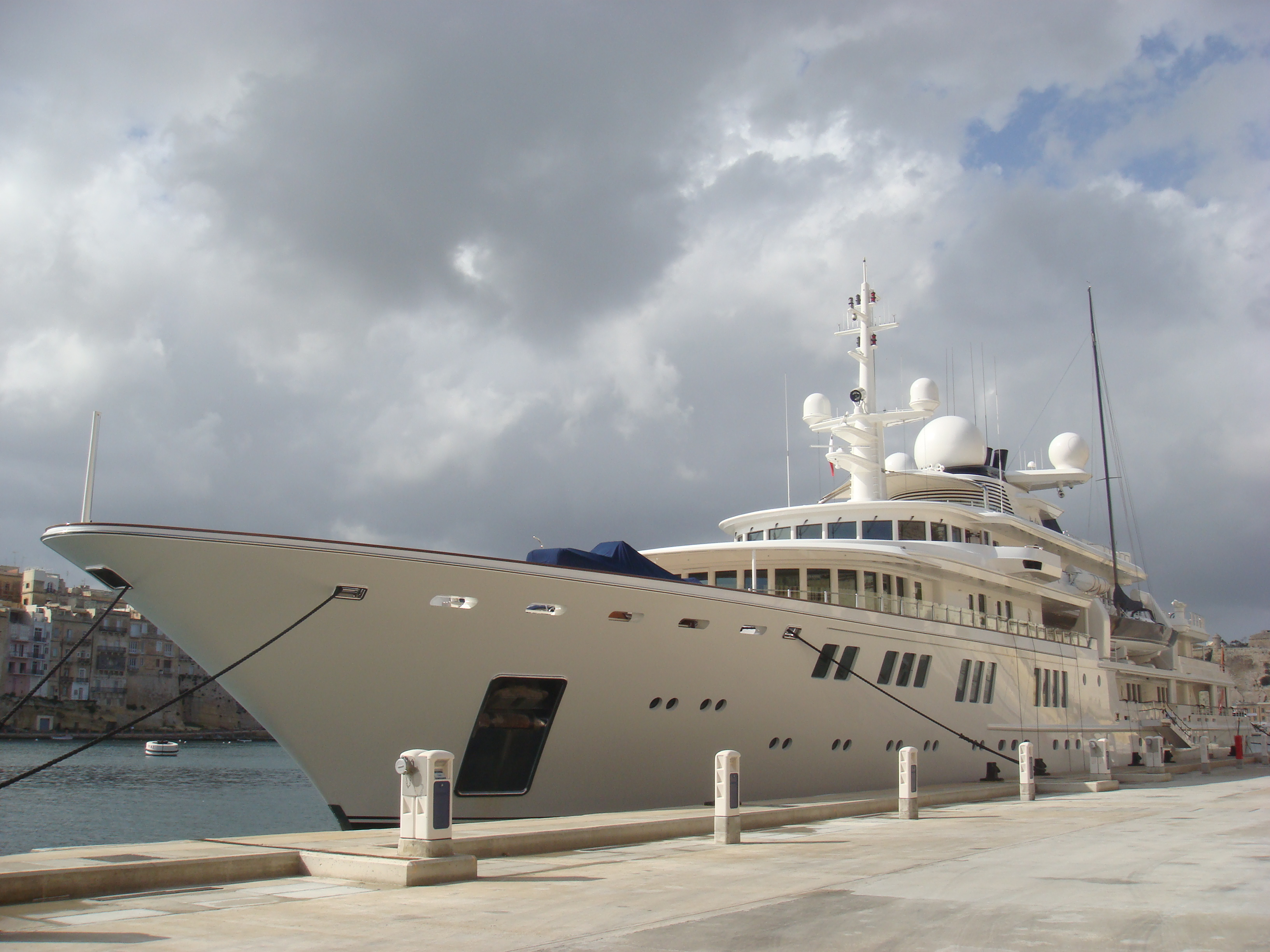
Antennen der Schiffserdfunkstelle einer Hochsee-Jacht

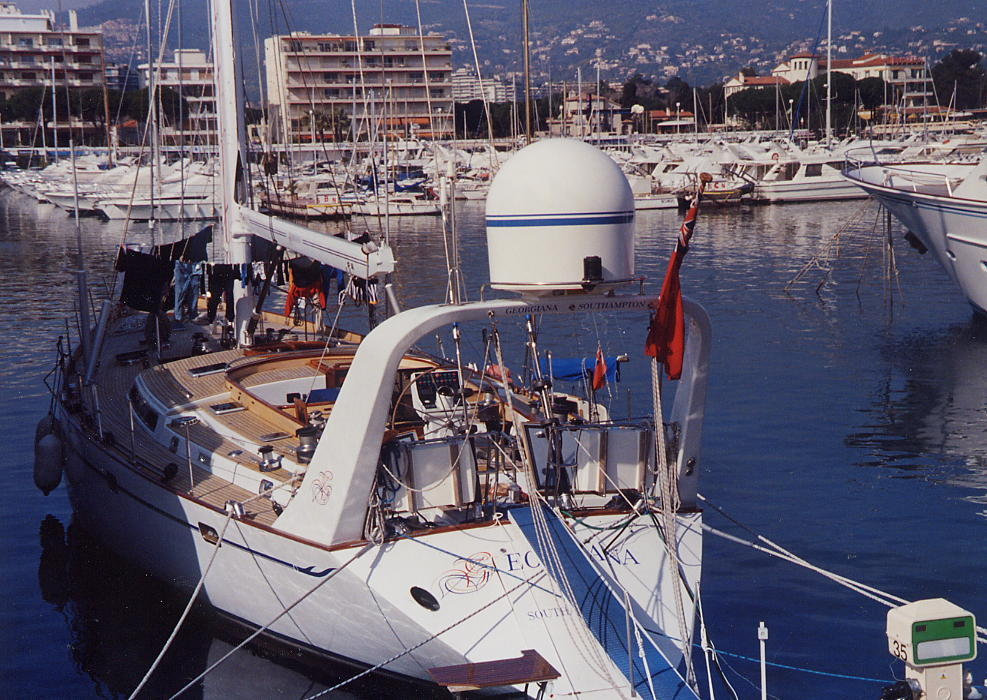
Antenne einer Schiffserdfunkstelle (Inmarsat), hier am Heck der Jacht

Eine Schiffserdfunkstelle ist gemäß Definition der Internationalen Fernmeldeunion eine mobile Erdfunkstelle des mobilen Seefunkdienstes über Satelliten an Bord eines Wasserfahrzeugs.

## Klassifikation
Gemäß VO-Funk (Artikel 1) ist diese Funkstelle wie folgt klassifiziert: 

Erdfunkstelle (Artikel 1.63)
- Mobile Erdfunkstelle (Artikel 1.68); Mobilfunkdienst über Satelliten (Artikel 1.25)
- Ortsfeste Erdfunkstelle (Artikel 1.70); fester Funkdienst über Satelliten (Artikel 1.21) oder Mobilfunkdienst über Satelliten
  - Mobile Erdfunkstelle des Landfunkdienstes über Satelliten (Artikel 1.74); mobiler Landfunkdienst über Satelliten (Artikel 1.27)
- Ortsfeste Erdfunkstelle (Artikel 1.72); fester Funkdienst über Satelliten
- Küstenerdfunkstelle (Artikel 1.76); fester Funkdienst über Satelliten / Mobilfunkdienst über Satelliten
- Schiffserdfunkstelle (Artikel 1.78); Mobilfunkdienst über Satelliten